# Patrick Joseph Hayes
Patrick Joseph Hayes (New York, 20 november 1887 – aldaar, 4 september 1938) was een Amerikaans geestelijke en kardinaal van de Katholieke Kerk.
Hayes bezoch de La Salle Academy in New York en werd op 8 september 1892 priester gewijd. Van 1903 tot 1914 was hij president van het Katholiek College in New York. In 1907 was hij al verheven tot huisprelaat van de paus. Op 3 juli 1914 benoemde paus Pius X hem tot titulair bisschop van Tagaste en tot hulpbisschop van New York. Hij werd in 1917 militair ordinarius en in 1919 volgde hij John Murphy Farley op als aartsbisschop van New York. In een herderlijk schrijven dat hij rond kerstmis 1921 deed uitgaande waarschuwde hij tegen abortus, geboortebeperking en echtscheiding..
Tijdens het consistorie van 24 maart 1924 creëerde paus Pius XI Hayes kardinaal. De Santa Maria in Via werd zijn titelkerk.
Kardinaal Hayes overleed in New York en werd begraven in de crypte van de Saint Patrick's Cathedral.